# Teoremes de Picard (anàlisi complexa)
|  | Aquest article tracta sobre el recorregut de funcions analítiques. Si cerqueu el teorema sobre existència i unicitat de solucions d'equacions diferencials, vegeu «Teorema de Picard-Lindelöf». |

En anàlisi complexa, el gran Teorema de Picard i el petit Teorema de Picard són dos teoremes relacionats entre si que tracten sobre el recorregut d'una funció analítica. Reben aquest nom pel matemàtic Charles Émile Picard.

## Teoremes

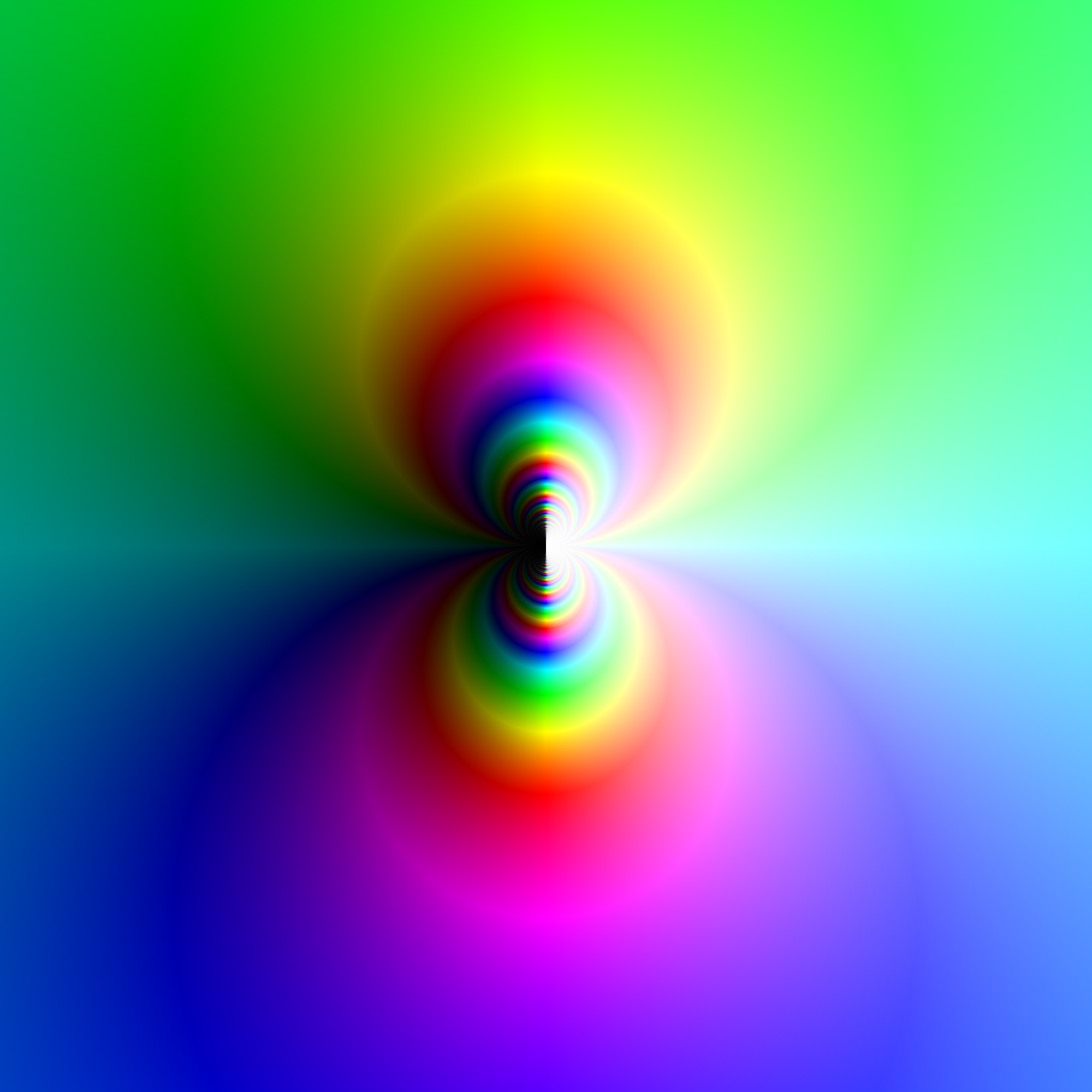
Gràfic de la funció exp(1/z), centrada en la singularitat essencial de z = 0. El color representa l'argument complex, i la intensitat representa el valor absolut. Aquest gràfic mostra que, si hom s'apropa arbitràriament a la singularitat, la funció pren qualsevol valor.

### Petit Teorema de Picard
| Si una funció f : C → C és entera i no constant, llavors el conjunt de valors que pren f(z) és o bé la totalitat del pla complex, o bé el pla menys un sol punt. Petit Teorema de Picard |

Aquest teorema és una versió significativament més forta que el teorema de Liouville, que estableix que la imatge d'una funció entera no constant ha de ser no fitada. Posteriorment hi hagué altres versions del teorema de Picard, de les quals el Teorema de Schottky n'és una versió quantitativa.

### Gran Teorema de Picard
| Si una funció analítica f té una singularitat essencial al punt w, llavors, en un entorn perforat de w, f(z) pren tots els valors complexos possibles, amb l'excepció d'un com a màxim, infinites vegades. Gran Teorema de Picard |

Aquesta és una versió significativament més forta que el Teorema de Weierstrass-Casorati, que només garanteix que el recorregut de f és dens dins del pla complex.
És necessari considerar l'"excepció" a ambdós teoremes, com es pot veure amb aquests contraexemples:
- ez és una funció entera no constant que mai pren el valor 0.
- e1/z té una singularitat essencial a z = 0, però mai pren el valor 0.

## Generalització i recerca actual
El Gran Teorema de Picard també és cert pel cas general de funcions meromorfes:
| Si M és una superfície de Riemann, w és un punt de M, P¹(C) = C ∪ {∞} denota l'esfera de Riemann i f : M\{w} → P¹(C) és una funció holomorfa amb una singularitat essencial a w, llavors, en qualsevol subconjunt obert de M que contingui w, la funció f(z) pren com a valors tots els punts de P¹(C) excepte dos un nombre infinit de vegades. Gran Teorema de Picard (versió meromorfa) |

Exemple: La funció meromorfa f(z) = 1/(1 − e1/z) té una singularitat essencial a z = 0, i pren el valor ∞ infinites vegades en qualsevol entorn de 0; però mai pren els valors 0 ni 1.
Amb aquesta generalització, el Petit Teorema de Picard és una conseqüència del Gran Teorema de Picard, ja que una funció entera és o bé un polinomi, o bé té una singularitat essencial a l'infinit.
La següent conjectura està relacionada amb el "Gran Teorema de Picard".
| Conjectura: Sigui {U1, ..., Un} una col·lecció de subconjunts oberts de C que recobreix el disc unitat perforat D \ {0}. Suposem que en cada Uj existeix una funció holomorfa injectiva fj, tal que dfj = dfk en cada intersecció Uj ∩ Uk. Llavors les diferencials es combinen en una 1-forma diferencial meromorfa sobre D. |

És fàcil veure que les diferencials es combinen en una 1-forma holomorfa g dz sobre D \ {0}. En el cas especial que el residu de g al punt 0 és zero, la conjectura és una conseqüència del "Gran Teorema de Picard".